# نورغول يشيلتشاي
نورغول يشيلتشاي (بالتركية: Nurgül Gültekin Yeşilçay)‏ ممثلة تركية ولدت في أفيون في 26 مارس عام 1976، وهي من نجوم الصف الأول في تركيا لكثرة إنتاجاتها الغزيرة. كانت بدايتها الفنية عندما درست الدراما في جامعة الأناضول، وبعد تخرجها قدمت العديد من الأدوار الرئيسة على المسرح كدور اوفيليا في مسرحية هاملت، وشخصية بلانش دوبوا في عمل آخر بعنوان «الرغبة» وبعدها توالت عليها الأدوار الفنية لتنطلق في أول دور حقيقي لها عام 1998، وفازت نورغول بجائزة أفضل ممثلة في مهرجان «أنطاليا الذهبي للأعمال السينمائية». 

## السيرة الذاتية
ولدت نورغول في 26 مارس عام 1976 وأنهت دراستها الثانوية في إزمير، ثم انتقلت إلى مدينة إسكي شهر وتخرجت من جامعة الأناضول بإسكي شهِر قسم المسرح. أثناء دراستها الجامعية اشتركت في أول مسلسل لها وكان بعنوان “الربيع الثاني” عام 1998. ولكنها اشتهرت أكثر بمسلسل “قصر الحب” 2002-2003. تزوجت نورجول يشيلجاي من الفنان جيم اوزار عام 2004، ولكنها طلقت منه عام 2010، بعد أن أنجبت منه عثمان عام 2005.

## الأفلام
- فرار مومياء (فيلم).
- الضمير (فيلم).
- اقول اسطنبول (فيلم).
- شبه العروس (فيلم).
- فرصة ثانية (فيلم).
- العشق احمر
- حافة الجنة

## المسلسلات
- السلطانة كوسم
- جواهر
- سلطان (مسلسل)
- ربيع الثاني(مسلسل)
- لبلاب قصر
- بأي حال من الأحوال بدونك
- عشق و جزاء
- الجناية
- قصر الحب
- حطام
- عشق ودموع
- جولبيري
- الكفارة (مسلسل)
- حتى أنفاسي الأخيرة

## الجوائز
حصلت الفنانة التركية على العديد من الجوائز منها جائزة أفضل ممثلة عن دورها في فيلم “شبه العروس” عام 2005 وجائزة أفضل ممثلة عن دورها في فيلم ”قطارات آدم” عام 2007 وجائزة أفضل ممثلة عن دورها في فيلم ”على حافة الحياة” عام 2007 وجائزة أفضل ممثلة عن دورها في فيلم “الضمير” عام 2008 كما شاركت نورجول يشيلجاي في عدة لجان تحكيم دولية مثل مهرجان القاهرة للسينما في دورته 444

## وصلات خارجية
- نورغول يشيلتشاي على موقع IMDb (الإنجليزية)
- نورغول يشيلتشاي على موقع روتن توميتوز (الإنجليزية)
- نورغول يشيلتشاي على موقع روتن توميتوز (الإنجليزية)
- نورغول يشيلتشاي على موقع قاعدة بيانات الأفلام العربية
- نورغول يشيلتشاي على موقع ألو سيني (الفرنسية)
- نورغول يشيلتشاي على موقع ميوزك برينز (الإنجليزية)
- نورغول يشيلتشاي على موقع أول موفي (الإنجليزية)
- نورغول يشيلتشاي على موقع قاعدة بيانات الأفلام السويدية (السويدية)
- نورغول يشيلتشاي على موقع قاعدة بيانات الفيلم (الإنجليزية)
- نورغول يشيلتشاي على موقع كينوبويسك (الروسية)